# Ràdio digital a Espanya
A Espanya, el llançament de la ràdio digital es produí anys després de les primeres proves del sistema el 1996. Espanya tenia entre l'abril de 2001 i el juny de 2011 una xarxa de ràdio digital estatal composta per 23 transmissors que donaven més d'un 50% de cobertura, amb tres múltiplex estatals i un múltiplex regional transmetent 9 emissores públiques i 12 emissores comercials. Arran de l'aplicació del Reial Decret 802/2011, la xarxa està compon per només dos transmissors, Torrespaña i la Torre de Collserola, servint respectivament, les àrees metropolitanes de Madrid i de Barcelona. A més del DAB, les emissores de ràdio també estan emetent a les plataformes de televisió digital, en Digital Radio Mondiale en freqüències de l'Ona Mitjana i l'Ona Curta, com també, per Internet, per a tot el món. Les emissores de ràdio digitals requereixen un títol habilitant de l'Estat o les Comunitats Autònomes per poder emetre.
El desenvolupament de la radiodifusió sonora digital terrestre s'ha vist llastrat des dels inicis, entre altres qüestions, per la falta de potència d'emissió per garantir una cobertura robusta, particularment a l'interior de les llars i per la falta de programes exclusius atractius no disponibles en la ràdio analògica, reduint de forma significativa les quotes d'audiència previstes inicialment i, en conseqüència, comprometent significativament les possibilitats de negoci dels operadors i la seva capacitat d'inversió.

## Digital Audio Broadcasting

### Història

#### Primeres proves (1996 - 2000)
A Espanya, la primera demostració pràctica del DAB es va realitzar dintre d'un curs de la Universitat Internacional Menéndez Pelayo, a la seu de Santander, el 26 de juny de 1996 com a fruit de la cooperació entre l'empresa alemanya Blaupunkt i RNE. El director general de “Retevisión” va dir que el sistema dona una notable millora en la qualitat del so, permet rebre dades, fotos i dibuixos a través d'un monitor, i possibilitarà la recepció de sis programes diferents en cada múltiplex. El director d'Emissions i Producció de RNE, Eladio Gutiérrez, va advertir que la ràdio digital tindrà una implantació "bastant lenta" i no substituirà als sistemes actuals (FM, OM i OC), sinó que coexistiran.
Van començar l'any 1999 les primeres proves DAB a Barcelona, també a la resta de l'Estat, a les ciutats de València i Madrid. Les primeres emissores que van provar aquest nou format van ser les estatals, les institucionals catalanes, Cadena SER, Onda Cero, etc.

#### Els inicis (2000 - 2004)
El 23 de juliol de 1999 es va aprovar la reglamentació per al desenvolupament de la radiodifusió sonora terrenal digital a Espanya mitjançant el Reial Decret 1287/1999.
El Govern va establir 2 múltiplex amb cobertura estatal (MF-I i MF-II) i va donar llicències a 10 radiodifusors, permetent la possibilitat d'efectuar desconnexions provincials. El 20% de la capacitat del múltiplex es reserva per a serveis de dades. Les llicències estan garantides per un període de 10 anys i és possible al final d'aquest temps de demanar un allargament durant 10 anys més, en el cas que no hi hagi un trencament amb allò que estableixi la llicència. A l'octubre de 2000, un tercer múltiplex amb cobertura estatal sense desconnexions (freqüència única) es va establir (el FU-E), el qual transporta 4 senyals públics i 2 senyals privats. A nivell estatal, a partir de l'1 d'octubre de 2000 van començar a funcionar regularment dos transmissors, la Torre de Collserola i Torrespaña (20% de cobertura de població), però a l'abril de 2001, es va completar la segona fase de cobertura, després que s'enceguessin emissors a diverses capitals de província, la cobertura va arribar al 51%. Aquest tipus de cobertura és obligatori, ja que forma part de l'acord de llicència.
Totes les llars noves construïdes a Espanya després del 2004 s'han d'equipar per rebre
la ràdio digital DAB i la televisió digital terrestre segons una llei nova que es va aprovar el 14 de març de 2003.
El 13 de març de 2004, Retevisión va canviar la taxa de bits de Radio Clásica, passant dels 256kbps anteriors als 224kbps actuals, possibilitant que la majoria de receptors dels nostre país puguin des d'aleshores sintonitzar les emissions d'aquesta manera. Els 32kbps que li van treure a Radio Clásica li van posar a Radio Exterior de España, quedant a 160kbps Mono.

#### Altiplà (2004 - 2009)
El 6 de maig de 2005, l'emissora exclusiva SRDT SOLO MUSICA va ser substituïda per Europa FM sense canviar la identificació a la pantalla fins avui dia.
El 22 de juliol de 2005 es conegué que l'Estat no subvencionaria l'adquisició de receptors digitals. Francisco Ros, secretari d'Estat de Telecomunicacions, va anunciar en una jornada sobre tecnologies digitals a Espanya, organitzada pel Col·legi d'Enginyers de Telecomunicacions, que el Govern no té previst oferir subvencions al consum per a la compra de receptors de ràdio ni de televisió digital terrestre. La intenció de l'Executiu és deixar a les mans del sector privat l'extensió de la ràdio digital a Espanya perquè considera que els ajuts estatals no seran necessaris. Tanmateix, ha deixat una porta oberta a les conclusions del Fòrum de la Ràdio Digital que, curiosament, va sol·licitar el suport governamental per al desenvolupament de la ràdio digital el 2004.
El 24 de juny de 2006, el Consell de Ministres dintre de la reforma del «Plan Técnico de la Radio Digital» va ampliar cap a la fi de 2011 l'obligació que la ràdio digital arribés al 80% de la població. La finalitat d'aquesta mesura, segons el Govern, és harmonitzar l'àmbit normatiu amb la realitat econòmica i comercial del sector de la ràdio digital terrestre, dotant al procés de terminis realistes en l'extensió de la cobertura. El Fòrum de la Ràdio Digital (que agrupa operadors públic i privats) havia reclamat reiteradament la flexibilització de les condicions de cobertura davant de l'escassetat (i carestia) de receptors digitals al mercat espanyol. A diferència del que ocorre amb la televisió, la ràdio digital no sofrirà una apagada analògica. Ambdós sistemes conviuran en les ones, si bé la nova tecnologia permetrà una major qualitat de so (que no es veurà alterat per interferències) i la transmissió de dades. Amb l'objectiu de rellançar la ràdio digital, el Govern, mitjançant la secretaria d'Estat de Telecomunicacions i per a la Societat de la Informació, podrà modificar els blocs de freqüències del Pla Tècnic, prèvia sol·licitud i acord de les entitats interessades, ja siguin públiques o privades, amb l'objectiu de proporcionar major agilitat en la gestió de les freqüències vinculades a aquest servei.
El 7 de juliol de 2006, el govern espanyol va cedir la concessió de Quiero TV, a C.R.B. Digital (Kiss FM). A causa d'això, el nou concessionari té tots els drets i obligacions que tenia Quiero Televisión. Va ser el 13 de març quan les dues empreses va sol·licitar l'autorització administrativa per fer la transmissió de la concessió de Quiero TV a C.B.R Digital. Finalment, el 8 de setembre de 2006 es va fer efectiva la substitució, gràcies a això, Kiss fm arribava per primera vegada, de manera legal, a Catalunya. Abans del canvi, la programació consistia en una repetició de Girls Aloud – Jump i uns anuncis d'Amena desfasats a baix volum, tot amb una qualitat que des d'estudi ja era dolenta.
Pels voltants del 9 de juliol de 2006 va ser substituïda Radio España (Top Radio), per Onda Melodía. Les dues del mateix grup, ja que Onda Melodía (antigament Onda Cero Música) era del grup, i Radio España va ser adquirida per Onda Cero.
El 28 de novembre de 2008, el Consell de Ministres va autoritzar la cessió d'una concessió del servei públic de radiodifusió sonora digital terrestre de la que és titular Unión Ibérica de Radio a Uniprex (Grup Onda Cero). A causa d'això, el nou concessionari té tots els drets i
obligacions que tenia Unión Ibérica de Radio. Unión Ibérica de Radio és titular d'una concessió per a l'explotació, en règim de gestió indirecta, del servei públic de radiodifusió sonora digital terrestre. El passat mes de setembre de Uniprex va sol·licitar davant del Ministeri d'Indústria, Turisme i Comerç l'autorització administrativa pertinent per a la fusió d'Uniprex, com a societat absorbent, i una sèrie de societats, entre les quals es troba Unión Ibérica de Radio. Aquesta fusió comporta la cessió a Uniprex de les concessions administratives atorgades a les societats absorbides. Així doncs, es legalitza el canvi de programació de Top Radio (Unión Ibérica de Radio) a Onda Melodía (Uniprex, S.A) que es va produir dos anys enrere.
En el mateix dia 28, el Consell de Ministres també va autoritzar la cessió de la concessió del servei públic de radiodifusió sonora digital terrestre de la que és titular E-Media Punto Radio a Radio Publi. A causa d'això, el nou concessionari té tots els drets i obligacions que tenia E-Media Punto Radio. E-Media Punto Radio és titular d'una concessió per a l'explotació, en règim de gestió indirecta, del servei públic de radiodifusió sonora digital terrestre. El passat mes de juny, E-media i Radio Publi van sol·licitar l'autorització administrativa pertinent per dur a terme la transmissió de la concessió de la que és titular E-Media a la societat Radio Publi.

#### Crisi (2009 -)
En febrer de 2009, es van produir uns esdeveniments en cadena, va desaparèixer la pàgina sobre el DAB de RNE, i, per si no n'hi hagués prou, a la pàgina d'Onda Regional de Múrcia deixava d'aparèixer el DAB.
Un mes després, en març de 2009, es coneixien els possibles motius, les emissores que fins ara emetien (públiques i privades), tot impulsat per la SER, es van posar d'acord per demanar al govern la suspensió de l'obligació d'emetre, ho van demanar el 27 de febrer de 2009. Entre els motius que donaven són els elevats costos de transmissió, al voltant de 30 milions d'euros anuals entre totes les emissores, el que ve a ser 140000 € per emissora al mes. Segons ells, emeten per a les pedres, i és que poc han fet per promocionar la nova tecnologia als seus medis.
De poc va servir la seva reunió amb els responsables de la Secretaria d'Estat de Telecomunicacions, dependent del Ministeri d'Indústria. L'Administració va contestar el divendres a les reclamacions del sector amb un vague "ho estudiarem". Quan falta un any perquè caduquin les llicències digitals, l'Executiu sosté que les concessions estan subjectes a una sèrie de requisits jurídics i que seria difícilment justificable suspendre pel fet que el sector passi per una etapa de crisi.
El 2 de juny de 2009, durant la seva compareixença davant la Comissió d'Indústria, Turisme i Comerç del Senat, Miguel Sebastián va avançar que el pròxim 17 de juny el Ministeri d'Indústria presentarà el Consell Assessor de Telecomunicacions i Societat de la Informació la proposta de modificació del Pla Tècnic Nacional de la Radiodifusió sonora digital terrestre, que inclou mesures per flexibilitzar els criteris tècnics en la prestació del servei de ràdio digital terrestre.
El 17 de juny, es va presentar al CATSI la proposta de modificació del Reial Decret pel qual s'aprova el Pla Tècnic Nacional de la radiodifusió sonora digital terrenal que té per objectiu flexibilitzar criteris tècnics en la prestació del servei de ràdio digital terrestre, de manera que els operadors puguin ampliar les solucions tècniques per prestar el servei.
A més, amb aquesta modificació l'obligació de cobertura es redueix de l'actual 50% de la població al 20% i es preveu l'ampliació de l'extensió de la cobertura en funció del desenvolupament i implantació del servei de ràdio digital terrestre.
El 22 de juliol, després d'una assemblea per elegir el nou president de la Asociación Española de Radiodifusión Comercial, el president sortint, Alfonso Ruiz de Assín, periodista i president d'Onda Cero, va destacar la "digitalització" com un dels assumptes "clau" per al futur de la ràdio comercial a Espanya i es va queixar de la parada de la digitalització de la ràdio: la lentitud en la reglamentació i desenvolupament de la Ràdio Digital, que ja va denunciar quan era President de Foro de la Radio Digital a mitjans dels 90. Justifica així, les conversacions que estaven mantenint amb el Ministeri d'Indústria per alleugerir les càrregues econòmiques pel manteniment de les emissions en format digital DAB, un format que, segons ell, ha quedat obsolet quasi sense iniciar el seu desenvolupament. També va censurar l'apagada analògica per a la ràdio, segons ell, els sistemes analògics -AM i FM- conviuran amb els digitals -DAB i DRM- llargament en el temps.
El 24 de juliol, Eladio Gutiérrez, el president d'Impulsa TDT, va declarar que, segons ell, el model de ràdio digital DAB és un model fracassat. I el que cal fer, segons la seva opinió, és deixar d'emetre perquè no ho escolta ningú i ja va passar la seva oportunitat i aquest model tecnològic. A la pregunta de quin serà el format que s'imposarà a Espanya, Eladio va respondre: "L'europeu DAB no funciona enlloc (sic), i rebre la ràdio en terminals mòbils de forma raonable i això amb el senyal de TDT no es pot fer".
De moment, fins que no s'aprovi la proposta de modificació, el 31 de desembre de 2011, tenen l'obligació de cobrir el 80% de la població espanyola els múltiplexs FU-E, MF-I i MF-II, el que equival a cobrir totes les capitals de província i poblacions de més de 50000 habitants. Per a la fi de l'any 2031, han d'arribar al 95% de cobertura de població per llei.
Segons la Llei General de la Comunicació Audiovisual que es va publicar l'1 d'abril de 2010, abans de l'1 de novembre de 2011, el govern haurà d'aprovar el Pla Tècnic de Digitalització integral del servei de Radiodifusió sonora terrestre. El Pla respectarà totes les concessions actuals d'Ona Mitjana, de Freqüència Modulada i de DAB. Per fer el Pla, el govern comptarà amb els sectors empresarials, públics i privats, de la radiodifusió sonora terrestre, amb les empreses de telecomunicacions que prestin serveis suport del servei de difusió, amb les empreses del sector de l'electrònica i amb les empreses del sector automobilístic, entre d'altres.
Abans de l'1 de maig de 2011, el Govern presentarà a la Comissió i al Consell Europeus, segons correspongui, una proposta de coordinació dels Estats de la Unió per a la digitalització global i conjunta dels serveis de radiodifusió terrestre.
El Pla de Digitalització del Servei de Radiodifusió Sonora Terrestre fou aprovat pel Consell de Ministres el 10 de juny de 2011, i, de moment, l'únic que ha comportat una greu reducció de cobertura.
- Una mesura del Pla és modificar l'anterior Pla Tècnic de Radiodifusió Sonora Digital Terrestre, permetent que la cobertura mínima dels múltiplexs baixi del 50% al 20% en els seus àmbits territorials, però quan la quota d'audiència de la radiodifusió sonora digital terrestre superi el 10 per cent de l'audiència radiofònica global en els seus respectius àmbits territorials, els Ens Públics i els concessionaris hauran d'assolir en el termini de dotze mesos una cobertura mínima del 50 per cent de la població dels seus respectius àmbits territorials. Si el 28 de juny de 2014 no s'assolís l'audiència abans esmentada, la Secretaria d'Estat de telecomunicacions i per a la Societat de la Informació elaborarà un informe que estableixi la situació de l'audiència. En vista d'aquest informe, el Ministre d'Indústria, Turisme i Comerç podrà establir, mitjançant Ordre Ministerial, altres nivells de cobertura mínima per sota del 50 per 100.
- Totes Les emissores hauran d'acordar l'ús d'un estàndard de transmissió europeu, permetent la migració a DAB+. L'esmentat acord haurà de ser comunicat a la Secretaria d'Estat de Telecomunicacions i per a la Societat de la Informació per a la seva aprovació. Si no s'aconseguís arribar a un acord, s'haurà d'utilitzar el DAB (clàssic).
- Estudiar una possible redistribució dels programes dels operadors per permetre l'agrupació d'aquells operadors que tinguin objectius comuns en la seva estratègia d'impuls de la ràdio digital, de manera que puguin presentar una oferta conjunta, complementària i no competitiva entre si dels programes del múltiple, amb una oferta diferent a la de la ràdio analògica.
- Cerca incrementar l'oferta d'aparells receptors, tenint en compte, a més dels receptors portàtils, altres dispositius com|com a equips de música, autoràdios, telèfons mòbils, etc.; aconseguir que existeixi programació de continguts de qualitat i diferenciats respecte als quals actualment hi ha en la ràdio analògica i fomentar acords amb la indústria de l'automòbil perquè els vehicles incloguin sistemes capaços de sintonitzar la ràdio digital.

### Esquema de distribució
L'esquema de distribució de la xarxa amb desconnexions nacionals és el següent: els radiodifusors envien un programa a la capçalera nacional on es multiplexen tots els programes i es manen al satèl·lit, aquest es rep en les emissores territorials, que podran introduir el seu propi programa si fos necessari, que ho tornen a remetre a l'operador per a distribuir-lo als centres emissors.
La xarxa nacional sense desconnexions és molt més simple: s'envia el programa a la capçalera nacional i aquesta al satèl·lit per a distribuir-lo directament als centres emissors. Quan es disposa, com és el cas de RNE, de diversos programes en el mateix múltiplex, es poden escollir diferents estratègies, en funció de la qualitat que es vol difondre, per a la difusió d'aquests programes. S'ha optat per atribuir a Ràdio Clàssica el major amplada de banda, per tant la millor qualitat, i a Ràdio Exterior, que té menor contingut musical, se li ha donat una amplada de banda inferior. La capacitat utilitzada suma el total de l'atribuïda.
Actualment, tots els múltiplex es distribueixen com a sense desconnexions, malgrat que alguns (MF1 i MF2) poder fer tècnicament desconnexions.

### Comunitats autònomes

#### Catalunya

##### Primeres proves (1997 - 2001)
El 1997, el Centre de Telecomunicacions de Catalunya va iniciar unes proves en DAB des de Collserola al bloc 11D (aquest seria el múltiplex adjudicat, anys després, a Catalunya Ràdio). Catalunya Ràdio i Catalunya Música apareixien en el bloc 11D. Catalunya Informació i Catalunya Cultura, al bloc 11A amb cobertura limitada a l'Àrea de Barcelona.
El desembre del 1997 es van realitzar les primeres experiències en xarxes de freqüència única amb proves de cobertura conjunta Alpicat-Collserola.
El 1998 es va realitzar l'ampliació de cobertura del bloc 11D a la Mussara, Rocacorba i Montcaro. Catalunya Ràdio, tenia a partir de 1998 i fins al desembre de 2006, un 85% de cobertura de població i un 42% de cobertura de territori.
El múltiplex del bloc 11D va tenir una configuració en mode de proves, fins a l'any 2001. Així, doncs, l'any 2000 emetien en aquest múltiplex: Cadena SER (128kbps Stereo), Ràdio 4 (128kbps Joint Stereo), RKOR (192kbps Joint Stereo), Flaix FM, Ràdio Teletaxi, Catalunya Ràdio, Catalunya Música i Ràdio Club 25; aquestes cinc últimes eren impossibles de sintonitzar en el moment de l'observació.
El 2000 com a mínim, es va encendre un múltiplex català en proves al bloc 11A, aquest sí, només a Collserola. Hi emetien: Catalunya Cultura (192kbps Mono), Catalunya Informació (192kbps Joint Stereo), Ràdio Flaixbac (192kbps Joint Stereo), Ràdio Espanya (128kbps Joint Stereo), Ràdio Estel (192kbps Joint Stereo), Ràdio Salut (192kbps Joint Stereo), Dades DGT (32kbps) i TDC ICC (16kbps). Un any després, aquest múltiplex desapareixia, per tornar el 2002.

##### Els inicis (2001-2003)
El Pla Tècnic va definir dues xarxes d'àmbit autonòmic, anàlogues a les d'àmbit estatal, amb un canal múltiplex cadascuna: una xarxa de freqüència única, sense possibilitat de desconnexions, que a Catalunya s'ha anomenat FU-CAT, i una altra xarxa de freqüència múltiple, per a programes amb possibilitat de desconnexions provincials, que a Catalunya s'ha anomenat MF-CAT. Tres dels programes de la xarxa FU-CAT i tres de la xarxa MF-CAT van ser directament reservats per a la Corporació Catalana de Ràdio i Televisió (CCRTV), però el 20 de març de 2001 el Govern de la Generalitat va acordar concentrar dins d'una sola xarxa de freqüències, la xarxa FU-CAT, la reserva dels sis programes referenciats. Des de llavors, aquest canal múltiplex (11 D) s'utilitzava per les emissions de Catalunya Ràdio, Catalunya Informació, Catalunya Cultura i Catalunya Música.
Pel que fa a Catalunya, el 85% de la població tenia cobertura de Catalunya Ràdio (FU-CAT) el 2003 i per a un futur pròxim s'esperava superar el 95% de la població, encara que això últim no és complir per culpa del canvi de govern; de fet, tot al contrari, el nou govern va iniciar, sense avisar, una apagada digital il·legal aleshores, que culminà el 4 de novembre de 2008 amb el tancament del múltiplex de Catalunya Ràdio a Collserola.
A l'ampliació de cobertura DAB de Catalunya Ràdio al 85% de cobertura de població van tenir alguns problemes amb el repetidor situat a Rocacorba (Gironès), ja quan es va instal·lar va haver d'estar un temps funcionant a poca potència perquè interferia el canal 10 (norma francesa) de la TV a la Catalunya Nord. A França el DAB es transmet per la banda L (vora els 1.500 MHz) perquè la banda III està ocupada pel Canal+. Però llavors hi havia molt d'interès pel DAB i el problema es va solucionar.
Tradia va tornar a encendre des de l'octubre de 2002 com a mínim, el múltiplex de ràdio digital autonòmica privada en proves, alternava dues configuracions, una de les quals transportava vuit programes (Ona Catalana, Ràdio Teletaxi, RAC1, Ràdio Intereconomia, Onda Rambla, Flaix FM, Flaixbac i Radio RM) en 128kbps Joint Stereo, cal destacar que la qualitat de so era millor que la dels programes d'Abertis a 160kbps Full Stereo. El dia 15 de març de 2004 de nit es va deixar d'emetre aquest múltiplex en proves, potser per una avaria en el seu transmissor, de fet, durant els últims mesos aquest múltiplex va estar patint interrupcions momentànies (pèrdua total del senyal) cada 5 o 10 minuts.
El 2003, al múltiplex de Catalunya Ràdio, van començar a emetre 2 canals musicals exclusius del DAB. Eren Catalunya Digital 1 i 2 (a la pantalla PG1 i PG2), que emetien continguts musicals (música en català en el cas de l'1, i música en general en el cas del 2), i emetien els titulars de notícies de Catalunya Informació a les hores en punt. Aquests dos canals mostraven informació del tema que s'estava transmetent en aquell moment determinat.
El Govern de la Generalitat va convocar el concurs públic per a les concessions del servei públic de radiodifusió sonora digital terrestre d'àmbit nacional, i es van resoldre a l'agost del 2003.
El setembre de 2003, la Secretaria de Telecomunicacions i la Societat de la Informació de la Generalitat de Catalunya es va incorporar a les organitzacions internacionals World DAB Forum i Digital Radio Mondiale (DRM) en un pas més per impulsar el desenvolupament i la implantació de la Ràdio Digital Terrestre a Catalunya. La Generalitat de Catalunya es va esborrar del World DAB Forum el 2008, i, ara, només en forma part a través del Fòrum de la Ràdio Digital espanyol.
El 12 de novembre de 2003, a pocs dies per a les eleccions, la Comissió de Govern per Assumptes Institucionals i Socials va adjudicar el concurs pel servei públic de radiodifusió sonora digital terrestre (Digital Audio Broadcast) d'àmbit comarcal i supracomarcal. En total es van presentar 78 ofertes, formulades per 25 empreses licitadores. Després d'analitzar les ofertes presentades per les empreses licitadores i, un cop duta a terme la valoració segons el barem establert al Plec de clàusules administratives particulars i de prescripcions tècniques, la Comissió de Govern per Assumptes Institucionals i Socials va adjudicar les 48 concessions.
La Generalitat de Catalunya, governada per Convergència i Unió, tenia la previsió que en un futur pròxim les emissions de Catalunya Ràdio s'ampliessin a 20 centres emissors, completant així l'última fase de cobertura, arribant al 95% de la població. També es van prometre concursos, sortejos, etc. de receptors per promocionar la tecnologia. Res de tot això va acabar passant, més bé, tot al contrari...

##### Crisi (2004 -)
El 5 de maig de 2005, l'Associació Catalana de Radiodifusió Privada (ACRP) va sol·licitar a la 'Generalitat' que li permeti retardar el començament de la posada en marxa de les emissions en el format de ràdio digital (DAB). A més, l'associació va sol·licitar al govern català que es revisin alguns paràmetres tècnics conforme als quals s'han de realitzar les emissions, ja que els actuals resulten insuficients per a una correcta recepció, principalment en l'interior dels edificis, i de mantenir-se obligarien a les ràdios digitals a augmentar la potència d'emissió, amb el consegüent increment de costos. A més, la ACRP va demanar que es fomenti la posada en marxa d'aquesta tecnologia i que es faciliti la compra dels receptors digitals per als usuaris finals.
El 2005, es va desconnectar el portal de Generalitat de Catalunya sobre la ràdio digital (http://www6.gencat.net/stsi/dab/ Arxivat 2005-03-17 a Wayback Machine.), que restà desactualitzat des de la possessió de poder del tripartit (PSC, ERC i ICV-EUiA).
Al desembre de 2006, es va desconnectar l'emissor de DAB de Catalunya Ràdio situat a Rocacorba, que dona servei a bona part de les comarques gironines.
El divendres 19 de gener una persona afectada els va telefonar i li varen confirmar que tenien "problemes" i que ja li trucarien. El dimecres 24 de gener de 2007, el Servei d'Atenció a l'Oient (5430) deia que tenien una peça avariada i que no sabien quan es restabliria el servei. Tot i que no s'ha reparat la suposada avaria fins avui dia, un oient tenia l'esperança que es solucionés en el breu termini possible, això ho confirmaven les respostes del Servei d'Atenció de l'Oient de Catalunya Ràdio.
Finalment, el 15 de març de 2007, el Sr. Jordi Rueda, director d'explotació i recursos de Catalunya Ràdio, li va explicar amablement que l'emissora DAB de Rocacorba està avariada i que no està prevista la seva reparació. Els motius són que el DAB és una tecnologia que no ha aconseguit implantar-se, que té molt pocs oients, que s'està qüestionant la seva continuïtat a nivell mundial i que el cost de la reparació de l'avaria (que encara ni tan sols s'ha quantificat) podria no estar justificat pels motius citats. També li ha dit que, de tota manera, la continuació del servei DAB a Girona és una decisió política que no li correspon a ell.
El març de 2007 es va donar a conèixer que es va desconnectar el repetidor de DAB de Catalunya Ràdio a Alpicat que donava servei a la plana de Lleida. El 10 de juny de 2007, es va tancar definitivament el repetidor de la Mussara, que donava servei al Camp de Tarragona. Si bé, en aquest cas, va ser peculiar perquè a diferència dels altres –que es van anar tancant -, aquí també emetien les emissores estatals públiques i privades (FU-E, MF-I i MF-II), per descomptat no es van desconnectar, però es van quedar soles en l'oferta digital.
Un any després, per fi, el Síndic de Greuges va emetre una resolució argumentant el tancament. Tot i que, tots aquests arguments no són vàlids pel tancament de Collserola que farien mesos després. Els arguments eren: en primer lloc, el DAB, segons ells, no ha evolucionat com ells esperaven i, quan es va avariar l'emissora de Rocacorba o bé havien d'aturar les emissions des d'aquest centre, com ha passat fins ara, o bé obrir un paquet d'inversions per als quatre centres emissors esmentats (no només Rocacorba, també la Mussara, Alpicat i Montcaro) per tal de renovar i ampliar les instal·lacions de DAB. En conseqüència, segons ells, es va decidir, no per motius polítics, sinó de política d'empresa pública aturar els centres emissors esmentats i mantenir Collserola.
Catalunya Ràdio no tenia l'obligació per llei d'oferir més d'un 50% de cobertura de població, i amb Collserola ho complien amb excés.
No es van produir novetats fins a novembre de 2008: tot i el comunicat del Síndic, el repetidor de DAB a Collserola es va tancar el 4 de novembre, amb nocturnitat i traïdoria, incomplint la llei.

#### Illes Balears
El 25 de juny de 2010, el Consell de Govern de les Illes Balears va adjudicar dos programes del múltiplex MF-BAL (desconnexió de Mallorca, bloc 9B) al Consell Insular de Mallorca. L'Ens Públic de Radiotelevisió de les Illes Balears es podria quedar amb els tres canals del múltiplex FU-BAL i el restant del MF-BAL.
Abans de l'inici de les emissions regulars de les dues emissores públiques (una exclusiva digital), hi haurà quatre fases amb un termini màxim:
- Projecte tècnic (4 mesos)
- Execució de les instal·lacions (12 mesos)
- Inspecció (trenta dies)
- Inici de les emissions (un mes)

En resum, uns 18 mesos (comptant des del 26 de juny de 2010) per posar en marxa les dues emissores del Consell Insular de Mallorca.

## Televisió digital terrestre
La ràdio digital a la plataforma digital terrestre començà gràcies al rellançament de la Televisió Digital Terrestre al 30 de novembre de 2005 amb el llançament de les següents emissores de RNE: Radio 1, Radio Clásica i Radio 3. Deixant de banda a Ràdio 4, Radio 5 i Radio Exterior d'Espanya. Totes les emissores emeten al primer múltiplex de Televisió Espanyola.
El 27 de desembre de 2005, comencen al múltiplex d'Antena 3, les emissores d'Onda Cero: Onda Cero, Europa FM i Onda Melodía. Totes a 128kbps Full Stereo.
El 22 de desembre de 2006 va aparèixer Punto Radio al múltiplex SFN (66). Tot i això, va desaparèixer l'1 de juliol de 2008 arran de la substitució de Flymusic per Disney Channel.
Radio Intereconomía va començar, el 20 d'abril de 2007, pel múltiplex SFN (66) a 96kbps Full Stereo de la mà de Net TV.
El 18 de març de 2008, Sogecable va afegir al seu múltiplex algunes emissores del Grup Prisa: la Cadena SER, Los 40 Principales i Cadena Dial. Totes a 160kbps Joint Stereo.
El 7 de maig de 2008 va començar Radio Marca al múltiplex SFN (66) a 128kbps Full Stereo de la mà de Veo TV.
El 7 de juliol de 2009, Unidad Editorial i Libertad Digital, va arribar a un acord per a l'emissió d'esRadio a través de la TDT a tot Espanya, a través del múltiplex de Veo Televisión, actualment el canal 66. L'1 de setembre de 2009, aparegué esRadio (encapçalada per Federico Jiménez Losantos, César Vidal i Luis Herrero) al múltiplex SFN (66). Emet a 96kbps Full Stereo.
El 25 de setembre de 2009, gràcies a un acord amb Unidad Editorial, Vaughan Radio començà a emetre per a tot Espanya pel múltiplex 66. Emet a 96kbps Full Stereo.
Punto Radio va tornar a la TDT el 2 d'agost de 2010, des de llavors emet pel múltiplex d'àmbit estatal MPE2. Surt en estèreo a 192kbps.

### Catalunya
El 4 d'abril de 2006, van començar les emissores de Ràdio Associació de Catalunya: RAC 1 i RAC 105 al múltiplex d'Emissions Digitals de Catalunya. En el mateix moment, van iniciar els canals en proves d'EDC.
A partir del 6 de juliol de 2006, es van afegir al segon múltiplex de Televisió de Catalunya: Catalunya Ràdio, Catalunya Informació, Catalunya Música i iCat fm. Al principi, totes a 192kbps Joint Stereo, excepte Catalunya Informació que anava en Mono.
El 5 de desembre de 2008, van migrar les emissores Catalunya Ràdio i Catalunya Informació al primer múltiplex de Televisió de Catalunya que tenia una cobertura superior al 90% de la població. Des de llavors, aquestes ràdios van perdre els interactius associats.

## Per Internet
A Espanya, la gran majoria d'emissores de ràdio també emeten per Internet, sense comptar les que emeten exclusivament per aquest mitjà. L'últim informe de Mass Media diu que 3 milions de persones han escoltat la ràdio en línia, el que vindria a ser el 10% dels radiooients en conjunt.

## Digital Radio Mondiale
La Digital Radio Mondiale està essent considerada pel Govern espanyol per a la introducció a Espanya el 2012, en l'actual Ona Mitjana.
El 7 de maig de 2005, la Cadena COPE, amb el suport d'Axión i de la Universitat de Vigo, va iniciar a Zamora emissions en Ona Mitjana digital (estàndard DRM), compatibilitzant les mateixes amb les emissions analògiques, utilitzant per a això la mateixa freqüència de transmissió (mode simulcasting). L'objectiu d'aquestes emissions digitals era verificar la viabilitat de la simultaneïtat de les emissions analògiques i de les digitals utilitzant la mateixa freqüència d'emissió, element fonamental per assegurar la recepció de les emissions amb independència que el receptor sigui analògic o digital i, en conseqüència, garantir una transició adequada des de la tecnologia analògica a la tecnologia digital. El projecte, que va ser finançat parcialment amb el programa PROFIT, a través del Ministeri de Ciència i Tecnologia, va incloure una completa campanya de mesures de les emissions digitals en l'entorn de Zamora, en les quals va participar la Universitat de Vigo (Escola Tècnica Superior d'Enginyeria de Telecomunicació), que van culminar amb un informe d'aquestes, que es va remetre al Ministeri de Ciència i Tecnologia.
Al juliol de 2007, la Cadena SER va emetre de forma experimental amb el nou format digital DRM des de les instal·lacions de Pozuelo de Alarcón (Madrid) on radia el seu programa en ona mitjana, en 810 kHz. Les emissions es van realitzar en la freqüència de 1260 kHz, corresponent a una freqüència usada per la Cadena SER, i el seu canal adjacent inferior, i amb un equip emissor de 10 kW. En aquest sentit, ban rebre la preceptiva autorització del Ministeri d'Indústria, i les proves van tenir una durada de sis mesos. La programació consistia en un simulcast -Multi Channel Simulcast- de Los 40 Principales. D'aquesta forma, una vegada van concloure les emissions experimentals, es va elaborar un informe extens i detallat, a partir de les experiències obtingudes, que es va posar a disposició de l'administració espanyola i d'organismes internacionals.
A les “Jornadas sobre Radio y Red: DAB y DRM, los retos de la digitalización” es va comentar que els 10 kW eren insuficients per cobrir la ciutat, si bé en entorns rurals on hi ha menys interferències elèctriques es podia rebre acceptablement el senyal, a les gran ciutats, no. Com a conclusió, per a tindre la mateixa cobertura que tenen ara mateix en analògic amb 50 kW, necessitarien com a mínim entre 25 kW i 35 kW (interiors), 25 kW (carrers) i 15kW (en zones rurals).
COMRàdio va aprofitar el mes d'agost de 2007 per provar l'estàndard internacional de ràdio digital DRM en la freqüència de què disposa a l'ona mitjana. Va emetre en simulcast AM / DRM a la mateixa freqüència (Single Channel Simulcast). La programació consistia en una radiofòrmula informatitzada amb un 30% de cançons en català.
El Pla de Digitalització del Servei de Radiodifusió Sonora Terrestre inclou entre les seves mesures la realització de proves en DRM per avaluar la viabilitat tècnica de la digitalització de la ràdio analògica en ona mitjana i en modulació de freqüència amb l'ús de tecnologies DRM/DRM+.
Les emissores privades (això inclou Onda Cero -540-, SER -666-, la COPE -783-, SER Terrassa -828-, COMRàdio -882- i Onda Rambla -1485-) estan obligades a començar les seves emissions en format digital (DRM) abans del 13 d'agost de 2014, dos anys després de la renovació de llicències.

## Apagada analògica
El Pla de Digitalització del Servei de Radiodifusió Sonora Terrestre encarrega a la Secretaria d'Estat de Telecomunicacions i per a la Societat de la Informació, amb la col·laboració del Foro de la Radio Digital, la realització d'un estudi de caràcter tècnic per avaluar les condicions que s'han de donar per a l'establiment d'una data per a l'apagada analògica.

## Foro de la Radio Digital
Es va constituir el 30 de gener de 1998 i, als inicis, va impulsar la regularització de la ràdio digital. El seu objectiu és impulsar el desenvolupament de la ràdio digital a Espanya. El fòrum està format per radiodifusors públics i privats, pels operadors de xarxes i pels fabricants d'equips emissors i receptors. L'administració -tant la central com les autonòmiques- també participa en els treballs del fòrum, encara que, per dificultats d'ordre legal, no poden formar part d'ell. La tasca del fòrum de la ràdio digital s'articula al voltant de tres grups de treball: el tecnològic -que s'ocupa de proves i aspectes tècnics-; el jurídic -que treballa en el suport jurídic que acompanyarà al DAB- i, finalment, el comercial -que s'ocupa del llançament de la imatge i del projecte del mateix fòrum.

### Fòrum de la Ràdio Digital a Catalunya
Amb l'objectiu d'impulsar la introducció de la ràdio digital DAB a Catalunya, la Generalitat de Catalunya va constituir el 14 d'octubre de 2003 el Fòrum del DAB a Catalunya, que aplega els principals agents del sector i té com a objectiu accelerar el procés d'implantació de la ràdio digital a casa nostra, així com desenvolupar un pla d'acció conjunt entre les parts per al correcte llançament de la nova tecnologia.
En el Fòrum del DAB estan representats des dels radiodifusors públics i privats com Catalunya Ràdio i l'Associació Catalana de Radiodifusió Privada, fins als fabricants, distribuïdors, proveïdors de continguts i operadors de xarxa, entre d'altres. Per part institucional, en formen part la Secretaria de Comunicació, la Secretaria de Telecomunicacions i Societat de la Informació, el CIDEM i el Consell de l'Audiovisual de Catalunya (CAC).
A la primera reunió del Fòrum, es van presentar les conclusions de la visita al Regne Unit, un país on el DAB estava molt desenvolupat. També el calendari per la posada en marxa dels múltiplexs nacional, comarcals i supracomarcals –no es va complir–, que preveia l'inici del DAB Nacional privat des de la fi de 2003 fins a més tard l'agost de 2005, el del DAB comarcal i supracomarcal per a entre mitjan 2004 i el 2005. A més a més, unes propostes d'actuacions per impulsar el DAB a Catalunya: iniciar el contacte amb fabricants del Regne Unit per importar diferents models de receptors DAB a Catalunya; promoure nous programes exclusivament en digital per part de Catalunya Ràdio i els radiodifusors comercials; adaptar els continguts als segments de públic que potencialment poden comprar ràdio digital, similarment a com va realitzar la BBC i realitzar promocions de receptors en punts de distribució, recolzat amb una important campanya de comunicació -propostes que van quedar en paper mullat.
El fòrum està obert en el futur a la incorporació d'altres representants dels diferents sectors esmentats, així com d'altres agents implicats.